# Європейська жіноча хокейна ліга
Європейська жіноча хокейна ліга (англ. European Women's Hockey League (EWHL) — хокейний турнір для європейських клубних команд серед жінок. Заснований у 2004 році під егідою Міжнародної федерації хокею із шайбою як Елітна жіноча хокейна ліга. Австрійська команда «Сейбрз» є найуспішнішим клубом в історії змагань, що вигравав титул шість разів.

## Історія
У своєму першому сезоні EWHL представляли лише команди з Австрії, Угорщини, Італії та Словенії. 
Команди з інших країн поступово дозаявились до ліги протягом наступних сезонів. «Слован» (Братислава) зі Словаччини доєднався у 2005 році, «Грич» (Загреб) з Хорватії у 2006 році та «Славія» (Прага) з Чехії у 2007 році. У сезоні 2008-09 років італійські та угорські команди поступилися своїм місцем двом клубам з Німеччини. У сезонах 2010-11 та 2011-12 років в EWHL брала участь збірна Нідерландів.
Тетяна Чижова стала першою української гравчинею яка виграла трофей EWHL. Вона це зробила у 2013 році в складі білоруської команди «Пантера» (Мінськ).
Перед сезоном 2019-20 років Елітна жіноча хокейна ліга була перейменована на Європейську жіночу хокейну лігу, щоб відобразити її унікальне становище в європейському жіночому хокеї.
EWHL традиційно грають у форматі чемпіонату з домашніми та виїзними матчами. Винятком став сезон 2005–06 років, коли команди були розподілені за двома регіональними дивізіонами, після чого йшли кваліфікаційні раунди. У сезоні 2010-11 років  після регулярного сезону слідував плей-оф між чотирма командами, які посіли верхні позиції в турнірній таблиці ліги.
З сезону 2019-20 років лігою керує Угорська федерація хокею. 

### Переможець та призери
| Сезон   | Переможець        | Друге місце          | Третє місце    |
| ------- | ----------------- | -------------------- | -------------- |
| 2004    | Сейбрз Відень     | Марибор              | ХК Агордо      |
| 2005—06 | Слован Братислава | Марибор              | Іглс Больцано  |
| 2006—07 | Слован Братислава | Равенс Зальцбург     | Марибор        |
| 2007—08 | Славія Прага      | Равенс Зальцбург     | Сейбрз Відень  |
| 2008—09 | Славія Прага      | Берлін               | Планегг        |
| 2009—10 | Планегг           | Равенс Зальцбург     | Сейбрз Відень  |
| 2010—11 | Сейбрз Відень     | Слован Братислава    | Планегг        |
| 2011—12 | Сейбрз Відень     | Слован Братислава    | Пантера Мінськ |
| 2012—13 | Пантера Мінськ    | Сейбрз Відень        | Зальцбург Іглс |
| 2013—14 | Боцен Іглс        | Нойберг              | Сейбрз Відень  |
| 2014—15 | Сейбрз Відень     | Боцен Іглс           | Зальцбург Іглс |
| 2015—16 | Сейбрз Відень     | Зальцбург Іглс       | Айсулу Алмати  |
| 2016—17 | Боцен Іглс        | Зальцбург Іглс       | ШКП Братислава |
| 2017—18 | Сейбрз Відень     | Боцен Іглс           | КМХ Будапешт   |
| 2018—19 | КМХ Будапешт      | Сейбрз Відень        | Іглс Судтіроль |
| 2019—20 | КМХ Будапешт      | МАЦ Будапешт         | Айсулу Алмати  |
| 2020—21 | КМХ Будапешт      | Сейбрз Відень        | ШКП Братислава |
| 2021—22 | КМХ Будапешт      | Айсулу Алмати        | Сейбрз Відень  |
| 2022—23 | Гокіклуб Будапешт | МАЦ Будапешт         | ШКП Братислава |
| 2023—24 | ШКП Братислава    | Гокіклуб Будапешт    | МАЦ Будапешт   |
| 2024—25 | Айсулу Алмати     | Сейбрз Санкт-Пельтен | ШКП Братислава |

## Найуспішніші клуби
|       | Клуб                 | Золото | Срібло | Бронза |
| ----- | -------------------- | ------ | ------ | ------ |
| 1     | Сейбрз Санкт-Пельтен | 6      | 4      | 4      |
| 2     | Гокіклуб Будапешт    | 5      | 1      | 1      |
| 3     | ШКП Братислава       | 3      | 2      | 4      |
| 4     | Іглс Судтіроль       | 2      | 2      | 1      |
| 5     | Славія Прага         | 2      | 0      | 0      |
| 6     | Айсулу Алмати        | 1      | 1      | 2      |
| 7     | Планегг              | 1      | 0      | 2      |
| 8     | Пантера Мінськ       | 1      | 0      | 1      |
| 9     | Зальцбург Іглс       | 0      | 5      | 2      |
| 10-11 | МАЦ Будапешт         | 0      | 2      | 1      |
| 10-11 | Марибор              | 0      | 2      | 1      |
| 12-13 | Берлін               | 0      | 1      | 0      |
| 12-13 | Нойберг              | 0      | 1      | 0      |
| 14-15 | Іглс Больцано        | 0      | 0      | 1      |
| 14-15 | ХК Агордо            | 0      | 0      | 1      |

1. ↑  Також мав назву Сейбрз Відень
2. ↑  Також мав назву КМХ Будапешт
3. ↑  Також мав назву Слован Братислава
4. ↑  Також мав назву Боцен Іглс
5. ↑  Також мав назву Равенс Зальцбург

## Перемоги по країнам
| Місце               | Країна              | Золото | Срібло | Бронза | Загалом |
| ------------------- | ------------------- | ------ | ------ | ------ | ------- |
| 1                   | Австрія             | 6      | 10     | 6      | 22      |
| 2                   | Угорщина            | 5      | 3      | 2      | 10      |
| 3                   | Словаччина          | 3      | 2      | 4      | 9       |
| 4                   | Італія              | 2      | 2      | 3      | 7       |
| 5                   | Чехія               | 2      | 0      | 0      | 2       |
| 6                   | Казахстан           | 1      | 1      | 2      | 4       |
| 6                   | Німеччина           | 1      | 1      | 2      | 4       |
| 8                   | Білорусь            | 1      | 0      | 1      | 2       |
| 9                   | Словенія            | 0      | 2      | 1      | 3       |
| Загалом (9 збірних) | Загалом (9 збірних) | 21     | 21     | 21     | 63      |